# Ogcodes vittisternum
Ogcodes vittisternum este o specie de muște din genul Ogcodes, familia Acroceridae, descrisă de Curtis W. Sabrosky în anul 1948. Conform Catalogue of Life specia Ogcodes vittisternum nu are subspecii cunoscute.